# Lyginia
Lyginia là một chi thực vật có hoa trong họ Anarthriaceae.